# IC 924
IC 924 је спирална галаксија у сазвјежђу Дјевица која се налази на листи објеката дубоког неба у Индекс каталогу.
Деклинација објекта је - 12° 27' 19" а ректасцензија 13h 45m 37,7s. Привидна величина (магнитуда) објекта IC 924 износи 15,0 а фотографска магнитуда 15,8.